# X-Force
X-Force est une équipe de super-héros mutants évoluant dans l'univers Marvel de la maison d'édition Marvel Comics. Créée par le scénariste Fabian Nicieza et le dessinateur Rob Liefeld, l'équipe apparaît pour la première fois dans le comic book New Mutants (vol. 1) #100 en avril 1991.
L'équipe obtient sa propre série de 1991 à 2002, et à une mini-série parue entre la fin 2004 et 2005. Il s'agissait de l'une des nombreuses séries dérivées de la populaire franchise X-Men.

## Histoire de la publication
La première X-Force fut créée à partir de l'équipe junior des X-Men dans les années 80, les Nouveaux Mutants (New Mutants). Menée par le cyborg Cable, X-Force était généralement plus militante et agressive que les X-Men.
Bien qu'accusée de se concentrer sur des dessins exagérés pleins de muscles et d'armes au lieu de s'intéresser à développer les personnages, la série était énormément populaire à la fin des années 1990. Sa popularité diminua après le départ du dessinateur originel du titre Rob Liefeld. Marvel tenta de redynamiser le titre à plusieurs reprises entre 1995 et 2001, avec un succès variable. Finalement, la faiblesse des ventes couplée aux objectifs de Bill Jemas (qui venait de devenir patron de Marvel) poussèrent Marvel à se débarrasser de l'équipe classique. Bill Jemas souhaitait en effet arrêter la multiplication des séries mutantes dérivées des X-Men pour se recentrer sur l'équipe principale des mutants de Marvel et faire de la place pour de nouvelles séries. C'est ainsi que se terminèrent les séries Generation X, X-Man, Bishop, Gambit et X-Men: The Hidden Years. Seule X-Force survécut (d'une certaine manière) à cette purge.
En 2001, Marvel introduisit une nouvelle équipe X-Force, écrite par Peter Milligan et dessinée par Mike Allred. Politiquement incorrecte, ne gardant que le nom de la première équipe, elle était composée de jeunes mutants rassemblés et promus afin d'en faire des stars médiatiques par une corporation. L'équipe fut rebaptisée X-Statix en 2002. Après sa fin, Marvel sortit une mini-série X-Force de 6 épisodes scénarisée par Fabian Nicieza et dessinée par Rob Liefeld, utilisant certains des personnages originaux.
Le titre fut publié pour une troisième série de 28 numéros de 2008 à 2010. X-Force étant dirigé à l'origine par Wolverine avec Félina, Warpath et X-23 écrit par Craig Kyle et Chris Yost.
Il devient Uncanny X-Force pour deux volumes 2010 à 2014 par Rick Remender où Cable de retour du futur prend la tête du groupe, puis Sam Humphries prend les rênes lors de la relance Marvel NOW! en 2012 avec également Cable and X-Force de Dennis Hallum. Les deux séries redeviennent X-Force Volume 4 de 2014 à 2015 par Simon Spurrier avec toujours Cable en leader.
Il revient pour un cinquième volume en 2019 avec Warpath (James Proudstar), Shatterstar (Ben Gaveedra), Rocket (Sam Guthrie) et Domino (Neena Thurman).
Puis un sixième depuis novembre 2020. L'équipe est alors basée sur l'île de Krakoa.

## Membres

### Équipe originale
À ses débuts, l'équipe comptait : 
- Cable, guerrier mutant du futur, télépathe et doté d'un bras cybernétique.
- Domino, mercenaire maîtrisant la chance
- Big Bang, mutante créant des boules d'énergie psionique
- Rocket/Cannonball, mutant se propulsant dans les airs telle une fusée
- Feral, une Morlock possédant les caractéristiques et les aptitudes inhérentes des félins.
- Warpath, le frère de feu Thunderbird, possédant une force et une vitesse supérieure.
- Shatterstar, échappé du Mojoverse, fils de Dazzler et Longshot, possède la capacité mutante de canaliser de puissantes ondes de choc vibratoires à travers ses épées.

Cyrène , fille de Sean Cassidy alias le Hurleur , et Danielle Moonstar vinrent compléter l'équipe.
La dernière mouture, équipe à court terme, recomposée par Cable pour affronter l'entité temporelle nommée Skornn comprend : 
- Cable
- Domino
- Meltdown (le nouveau nom de code de Big Bang)
- Blaquesmith, un vieil alien
- Shatterstar
- Caliban, un pisteur Morlock

Rocket, Solar et Warpath ont décliné son offre, ayant désormais d'autres objectifs ou n'ayant plus vraiment confiance en lui.

### X-Force en 2008
Une nouvelle équipe X-Force a été formée en secret par Cyclope. Elle a pour but d'éliminer toute menace trop dangereuse pour les mutants. Cette équipe n'est pas publique, car totalement illégale. Elle est même le contraire de ce que représente le rêve de Charles Xavier et de ses X-Men.
L'équipe est composée des meilleurs pisteurs et tueurs des X-Men. Le Morlock Caliban faisait aussi partie de l'équipe, mais il trouva la mort lors de leur première mission, dans le crossover Messiah Complex. Et Hepzibah quitta le groupe.
- Wolverine
- X-23, sa fille issue d'un clonage génétique
- James Proudstar (connu sous le nom de Warpath)
- Félina qui avait alors quitté Facteur-X

Le mutant Archangel a été ajouté à l'équipe au cours d'une mission. L'équipe fut plus tard rejointe par l'ancien membre des Nouveaux X-Men Élixir, puis par la mercenaire Domino. Et le mutant nommé Vanisher fut forcé de servir de téléporteur à l'équipe.

### Anges et démons
X-Force fut chargé d'enquêter sur le vol de la tête de Bastion d'une base du SHIELD. Ils découvrirent que les Purifiers de Matthew Risman avaient relancé une guerre anti-mutant. Bastion ramena à la 'vie' plusieurs anciens ennemis des X-Men (Cameron Hodge, Bolivar Trask et Graydon Creed) grâce au virus transmode, et s'allia avec Donald Pierce et la Leper Queen.
Félina fut capturée par Risman et droguée. Récupérée par Wolverine, elle resta en convalescence chez Warren Worthington, où le jeune Elixir s'occupait d'elle. Mais une crise de panique la fit attaquer ces derniers, et elle arracha les ailes du mutant. Elixir soigna le blessé et Warren redevint le terrible Archangel, incontrôlable.
Finalement, Félina et Archangel furent retrouvés et sauvés, Elixir qui en savait trop resta dans l'équipe.

### Vieux fantômes
Pendant que Graydon Creed faisait sa ré-apparition publique, X-Force retrouva le Vanisher en possession de virus Legacy et intégra Domino. 
L'équipe combattit des clones des Maraudeurs relâchés à la mort de Mister Sinistre, tandis que Warpath découvrait que Eli Bard avait volé les dépouilles de sa tribu et réveillé un démon-ours vengeur, qu'il repoussa avec l'aide de Ghost Rider.
L'équipe tenta ensuite de retrouver Surge, Hellion et Tabitha Smith (enlevés pour servir de bombes vivantes, comme Fever Pitch) mais fut téléportée dans le futur par Cyclope (leur mission prioritaire était de retrouver Bishop et Cable), et Leper Queen abattit Tabitha d'une balle dans le crâne. Néanmoins après la Guerre du Messie X-23 revint juste à temps pour sauver Meltdown.

### Messiah War
Dans le futur, X-Force retrouva Cable et sa protégée, la jeune mutante Hope, ainsi que Deadpool qui avait survécu près de 1000 ans grâce à son facteur de régénération. Ensemble, ils échappèrent aux soldats de Stryfe, allié à Bishop. Le duo s'était débarrassé auparavant d'Apocalypse, très faible à cette époque.
Stryfe attaqua ensuite X-Force et enleva Hope et Warpath dans sa citadelle. C'est alors que Bishop trahit Stryfe pour tuer la fille, mais le tyran le stoppa. Pendant ce temps, Archangel retrouva Apocalypse qui lui demanda de le tuer. Mais le X-Man refusa, par humanité. Apocalypse récupéra de la puissance grâce à son Vaisseau et il reprit un contrôle mental sur Archangel.Tous deux rejoignirent X-Force, en plein combat contre Bishop et Stryfe. Finalement, Apocalypse battit Stryfe et rendit Hope à Cable, comme le demanda Archangel (qui l'avait laissé vivre - "Une vie pour une vie."). Bishop, blessé, s'échappa dans le continuum espace-temps. Apocalypse disparut, emmenant son 'fils raté' avec lui. Puis Cable intégra X-Force. 
Quelque temps après Cypher fut ressuscité par Séléné avec un grand nombre de mutants désormais sous les ordres de la Reine Noire grâce aux effets d'un virus techno organique. C'est après sa libération de l'emprise de ce virus par ses anciens coéquipiers des Nouveaux Mutants, dont son meilleur ami Warlock, que Cypher se joignit à l'équipe d'X-Force. 
Durant les événements de Second Coming, les X-Men qui ignoraient jusqu'alors l'existence de cette nouvelle X-Force finirent par l'apprendre au grand jour, ce qui provoqua la colère de plusieurs d'entre eux, notamment le Fauve. Lors de l'une des batailles finales d'X-Force et des X-Men face à Bastion et ses Purificateurs, celui-ci assassina Diablo. Après ses funérailles, le Fauve, désormais exaspéré par les méthodes de Cyclope et le jugeant responsable de la mort de Diablo, décida de quitter l'équipe. Puis, lorsque la mission centrale de l'extermination des terroristes Purificateurs fut accomplit, Cyclope ordonna la dissolution d'X-Force pensant que les mutants des équipes X n'auraient plus jamais besoin d'adopter des méthodes aussi sanglantes vu que la plupart de leurs ennemis les plus coriaces étaient déjà morts. Wolverine lui fait alors la promesse que X-Force ne sera plus jamais reformée.

### Uncanny X-Force
Après une mort face aux Vengeurs, Apocalypse, désormais le dernier ennemi des X-Men qui est encore une menace pour les mutants est ressuscité par une société secrète. Wolverine est alors contraint de reformer X-Force (sans en parler à Cyclope) pour se débarrasser définitivement d'Apocalypse.
La nouvelle équipe comprend alors :
- Wolverine (toujours en tant que leader)
- Archangel
- Fantomex et son entité robotique E.V.A.
- Psylocke
- le mercenaire Deadpool

### Cable and X-Force
Après le conflit qui oppose les X-Men et les Vengeurs, Cable réapparaît pour former une seconde équipe de X-Force. L'équipe est composée de Cable, Colossus, Docteur Némésis, Domino et Forge. L'équipe est en conflit avec les Uncanny Avengers dirigé par l'oncle de Cable, Havok.

### X-ForceVolume 6
Dirigé par Charles Xavier, X-Force est la CIA du monde mutant de Krakoa - une moitié de branche de renseignement, une moitié d'opérations spéciales. Fauve, Jean Grey et Sage d'un côté, Wolverine, Kid Omega et Domino de l'autre.
La nouvelle équipe comprend alors :
- Domino (Neena Thurman)
- Fauve (Hank McCoy)
- Wolverine (Logan)
- Black Tom Cassidy
- Marvel Girl (Jean Grey)
- Colossus (Piotr Rasputin)
- Professeur X (Charles Xavier)
- Sage

## Apparition dans d'autres médias

### Cinéma
L'équipe X-Force apparait dans le film Deadpool 2 (2018) de David Leitch.
Deadpool est en désaccord sur les méthodes trop formelles et manichéennes employées par les X-Men. Afin de récupérer le jeune mutant Russell Collins et le protéger de Cable (un mutant partiellement cybernétique venu du futur pour le tuer), Deadpool secondé par son ami Weasel fait passer une annonce puis des entretiens d'embauche pour créer une équipe.
Elle compte parmi ses premiers membres :
- le mutant mercenaire Deadpool (Wade Wilson) (à la fois meneur et membre fondateur), qui se régénère à l'infini ;
- Domino (Neena Thurman), une mercenaire mutante pouvant influencer les probabilités afin que la chance lui soit favorable ;
- Bedlam, mutant capable de générer un champ bio-électrique lui permettant de créer des impulsions électromagnétiques, de déceler et agir sur les réseaux neuraux des êtres vivants (traque, sommeil, douleur...) ;
- Shatterstar, un extraterrestre prétendument surhumain ;
- Zeitgeist, un mutant pouvant générer un puissant acide ;
- Le Fantôme (Vanisher), un mutant invisible (son visage est cependant visible lorsqu'il meurt électrocuté) ;
- Peter W., un simple humain sans pouvoirs.

Ennemi durant la première mission, Cable vient renforcer l'équipe pour sa seconde mission (arrêter Russell et le Fléau).
À l'exception de Deadpool (arraché en deux par le Fléau mais capable de se régénérer) et Domino (protégée par sa manipulation de la chance), toute l'équipe est décimée au commencement de sa toute première mission. Puis, à l'issue de sa seconde mission (où l'équipe est secondée par les X-Men Colossus et Negasonic Teenage Warhead, ainsi que Yukio), Deadpool, temporairement privé de son pouvoir de guérison, est involontairement tué par Cable. Les morts de Deadpool et Peter W. seront cependant annulées grâce à l'appareil de voyage temporel de Cable.